# Mão de Vumbe
Mão de Vumbe ou Mão de Nvumbe ou tirar mão de Vumbi, Maku Nvumbi, significa fazer cerimônia para tirar a mão do falecido, feita após um ano do Ntambi (cerimônia fúnebre). Cerimônia que é realizada nas pessoas que foram iniciadas pela pessoa que morreu, ou seja: tirar a mão do morto.
Quando uma pessoa é iniciada por um pai ou mãe-de-santo, passa a ter um vínculo espiritual, a mão da pessoa em sua cabeça, a mão que transmitiu o axé, quando o pai ou mãe-de-santo morre é necessário tirar a mão do morto, essa cerimônia é feita por outro pai ou mãe-de-santo escolhido pela pessoa.
A palavra Vumbe é usada no Candomblé Bantu de nações Angola e Congo, o significado é o mesmo que tirar a mão do Egum usada no Candomblé Queto.